# Branford Steam Railroad
A Branford Steam Railroad (BSRR) é uma ferrovia industrial de bitola padrão, com 11,6 km de extensão, que atende a pedreira Tilcon Connecticut, em North Branford, Connecticut, nos Estados Unidos. Foi construída em 1903, por Louis A. Fisk, um empresário de Branford, Connecticut, para transportar passageiros para uma pista de turfe. Fisk também construiu a Damascus Railroad, em 1905, estendendo a rota da Branford Steam Railroad até North Branford, atendendo às pedreiras. A autorização de funcionamento da Damascus Railroad foi alterada em 1907, permitindo uma segunda extensão até uma nova pedreira adjacente à montanha Totoket. A Branford Steam Railroad assumiu o controle da Damascus Railroad em 1909, e é a operadora desde então.
Em 1916, a Branford Steam Railroad encerrou o transporte de passageiros, continuando com o transporte de cargas. A empresa transporta rochas de basalto da montanha Totoket, em North Branford, desde 1914. Naquele ano, Fisk vendeu a ferrovia para um grupo que estava criando uma pedreira, formado pela Hayden, Stone Co. e a família Blakeslee, de New Haven, a New Haven Trap Rock Company, que se tornou operadora da pedreira e da Branford Steam Railroad. Após uma disputa da rota com a Shore Line Electric Railway, a Branford Steam Railroad construiu uma extensão para o sul até uma doca em Pine Orchard, em Long Island Sound, que permanece em uso até hoje para transferir pedras para barcaças, seguindo para distribuição. Rochas de basalto também são transportadas por via férrea para um intercâmbio com a Providence and Worcester Railroad.